# Rufino de Assis
Rufino foi um mártir e o primeiro bispo da cidade de Assis.
As informações que temos sobre a vida de São Rufino provém de um sermão de Pedro Damião do século XI, ( Milacula Sancti Rufini Martyris ), e da Passio Sancti Rufini, escrita no século XIV. Há pouquíssimas informações disponíveis sobre a vida deste homem, sendo que grande parte são da tradição oral da cidade.
A sua festa é celebrada no dia 11 de agosto, segundo o Martirológio Romano.

## Biografia
São Rufino nasceu na cidade de Amásia (atualmente na Turquia), onde, segundo algumas fontes, foi bispo. Nessa província, converteu o procônsul André, que o protegeu da perseguição romana e o enviou para a região da Itália, na cidade de Trasacco, junto com seu filho Cesídio.
Na Itália os dois continuaram o trabalho de evangelização. Cesídio tornou-se bispo de Trasacco e, posteriormente, foi martirizado. Já o pai continuou viajando por aquele território até chegar em Assis, onde fundou uma diocese.
A perseguição sempre acompanhou Rufino e em Assis não foi diferente.  Na cidade, o santo teve atrito com o procônsul Aspásio, que tentou matá-lo atirando-o numa fornalha, de onde o bispo foi libertado por um anjo. Sem ter sucesso em suas tentativas, Aspásio recorreu ao imperador Filipe I, que mandou jogá-lo no Rio Chiascio com uma pedra presa no pescoço.
Assim, São Rufino morreu em 11 de Agosto de 238, data em que é comemorada até hoje sua festa na cidade de Assis, junto com a festa de Santa Clara. Suas relíquias foram levadas para Assis, onde foi construída uma catedral em sua honra. Em Trasacco também foi construída uma catedral em honra ao santos Cesídio e Rufino.

## Pálio de São Rufino
A festa de São Rufino é comemorada durante o mês de Agosto na cidade de Assis. Tradicionalmente, acontece anualmente uma competição de Tiro ao Alvo com besta em que se usa roupas medievais. A equipe vencedora ganha o Pálio de São Rufino, tecido artístico que representa a veste episcopal do santo. 